# Saint-Bonnet-près-Bort
Saint-Bonnet-près-Bort é uma comuna francesa na região administrativa da Nova Aquitânia, no departamento de Corrèze. Estende-se por uma área de 17,14 km². Em 2010 a comuna tinha 197 habitantes (densidade: 11,5 hab./km²).